# Песни простого человека
«Песни простого человека» — трибьют-альбом, посвящённый шестидесятилетию Майка Науменко, выпущенный в 2016 году. В записи приняли участие многие известные деятели русской рок-сцены. Альбом получил хорошие отзывы критиков.

## Подготовка релиза и выпуск
Информация о том, что к шестидесятилетию Майка Науменко планируется выпустить трибьют-альбом, впервые появилась в конце 2014 года. По словам Евгения Науменко, сына Майка, вначале коллекционером и продюсером Евгением Гапеевым была предложена идея выпустить диск с лучшими кавер-версиями песен Майка, однако позже было решено записать новые. Сообщалось, что в записи примут участие такие группы как «Аквариум», Zorge, «НАИВ» и другие. Кроме того, создатели приглашали всех желающих присылать им свои каверы, лучшие из которых могут войти в альбом, а также будут выложены на сайте, посвящённом трибьюту. На платформе Planeta.ru был запущен проект по сбору средств на выпуск альбома. К музыкантам, чьё участие в трибьюте уже было подтверждено, в начале 2015 года добавились «Чайф», «Секрет», «Браво», Андрей Макаревич, «Animal ДжаZ», «Кукрыниксы», Вася Васин и другие.
20 февраля 2016 года портал InterMedia сообщил о том, что выпуск трибьюта оказался под вопросом. За почти три месяца, что длилась акция, не удалось собрать требуемой половины суммы от заявленных 600 тысяч рублей, что по правилам проекта Planeta.ru означает аннулирование покупок и возврат денег покупателям. Однако 300 тысяч удалось собрать до завершения акции, что позволило продлить срок сбора средств и считать проект успешным. Всего на запись альбома было собрано более 420 тысяч рублей.
Цифровой релиз состоялся 18 апреля 2016 года, на шестьдесят первую годовщину Майка Науменко. Цифровая версия альбома была разослана акционерам сайта Planeta.ru.
Композиция «Blues de Moscou» впоследствии вошла в сборник группы «Браво» — Unrealised (2018).

## Критика
Альбом получил высокую оценку от музыкального обозревателя портала InterMedia Алексея Мажаева. По его словам, видно, что музыканты не остались равнодушны к идее записи трибьюта, и поэтому почти все кавер-версии по-своему интересны. Самой удачной песней он называет «Уездный город N», в записи которого поучаствовали актёры, музыканты и другие «медийные» личности. Борис Барабанов, обозреватель газеты «Коммерсантъ», напротив, считает эту песню практически единственным серьёзным недостатком альбома.
По мнению Бориса Барабанова, главным достижением трибьюта является запись песен Майка в хорошем качестве, что делает их пригодными для радиоэфира. Алексей Мажаев же отмечает, что несмотря на то, что неизвестно, был бы Майк Науменко так же популярен и успешен в 2016 году, как в своё время, «его песни недурно смотрятся и в новых аранжировках, и в чужом исполнении».

## Список композиций
| №   | Название                            | Исполнитель / Исполнители                                                                                       | Длительность |
| --- | ----------------------------------- | --- | ------------ |
| 1.  | «Буги-вуги каждый день» (ver. 2015) | «Секрет» |              |
| 2.  | «Белая ночь / Белое тепло»          | Юрий Наумов |              |
| 3.  | «Посвящение Т.»                     | Михаил Ефремов                                                                                                  |              |
| 4.  | «Жизнь в зоопарке»                  | «Кукрыниксы» |              |
| 5.  | «Гопники»                           | Роман Рябцев и Павел «Паштет» Филиппенко                                                                        |              |
| 6.  | «Похмельный блюз»                   | Алексей Лебединский feat. Евгений Бергер и Антон Давидянц                                                       |              |
| 7.  | «Сладкая N»                         | «Animal ДжаZ»                                                                                                   |              |
| 8.  | «Когда я знал тебя совсем другой»   | Casual feat. «Крематорий»                                                                                       |              |
| 9.  | «Звезда рок-н-ролла»                | «Лампасы» feat. Алексей Могилевский                                                                             |              |
| 10. | «Если хочешь»                       | «Пони» |              |
| 11. | «Вперед, Боддисатва»                | Миша Лузин |              |
| 12. | «Растафара (Натти Дрэда)»           | Борис Гребенщиков                                                                                               |              |
| 13. | «В тот день»                        | «Тени Свободы»                                                                                                  |              |
| 14. | «Лето»                              | «НАИВ» |              |
| 15. | «Мария»                             | Андрей Макаревич                                                                                                |              |
| 16. | «Blues De Moscou»                   | «Браво» |              |
| 17. | «Уездный город N»                   | Ромарио feat. Леонид Парфенов, Вера Полозкова, Михаил Козырев, Виктор Гусев, Ирина Хакамада, Орлуша, Михаил Шац |              |

| №  | Название                | Исполнитель/Исполнители            | Длительность |
| -- | ----------------------- | ---------------------------------- | ------------ |
| 1. | «В тот день»            | «Чайф»                             |              |
| 2. | «Буги-вуги каждый день» | Вася Васин feat. The Blues Doctors |              |